# Zarza la Mayor (kommunhuvudort)
Zarza la Mayor är en kommunhuvudort i Spanien.   Den ligger i provinsen Provincia de Cáceres och regionen Extremadura, i den västra delen av landet, 280 km väster om huvudstaden Madrid. Zarza la Mayor ligger 305 meter över havet och antalet invånare är 1 481.
Terrängen runt Zarza la Mayor är platt. Runt Zarza la Mayor är det glesbefolkat, med 8 invånare per kvadratkilometer. Närmaste större samhälle är Ceclavín, 9,7 km sydost om Zarza la Mayor. Trakten runt Zarza la Mayor består i huvudsak av gräsmarker.